# Rāyegān-e Soflá
Rāyegān-e Soflá (persiska: رايكانِ سُفلَى, رايگان سفلى, Rāykān-e Soflá) är en ort i Iran.   Den ligger i provinsen Hamadan, i den nordvästra delen av landet, 260 km väster om huvudstaden Teheran. Rāyegān-e Soflá ligger 1 662 meter över havet och antalet invånare är 656.
Terrängen runt Rāyegān-e Soflá är platt åt nordväst, men åt sydost är den kuperad.Runt Rāyegān-e Soflá är det ganska tätbefolkat, med 199 invånare per kvadratkilometer. Närmaste större samhälle är Mohājerān, 4,2 km väster om Rāyegān-e Soflá. Trakten runt Rāyegān-e Soflá består till största delen av jordbruksmark.